# Justin Hartley
Justin Scott Hartley (* 29. ledna 1977, Knoxville, Illinois, Spojené státy americké) je americký herec. Nejvíce se proslavil rolí v mýdlové opeře Passions (2002–2006), v seriálu Smalville (2006–2011), v mýdlové opeře Mladí a neklidní (2014–2016). Také hrál v seriálu Pomsta. V roce 2016 získal roli v seriálu stanice NBC Tohle jsme my. Za roli získal nominaci Critics' Choice Television Awards v kategorii nejlepší seriálový herec ve vedlejší roli (drama).

## Životopis
Harley se narodil v Knoxville v Illinois, ale vyrůstal v Orland Parku v Illinois. Má bratra Nathana a sestry Megan a Gabrielu. Poté, co odmaturoval na Carl Sandburg High School nastoupil na Southern Illinois University Carbondale a Univerzita Illinois v Urbana Champaign, kde studoval historii a divadlo.

## Kariéra
Od roku 2002 do roku 2006 hrál Foxe Craneho v mýdlové opeře americké stanice NBC Passions. Poté získal hlavní roli Aquamana v televizním pilotu stanice The CW k seriálu Aquaman (nebo Mercy Reef), ale seriál nakonec nebyl vybrán stanicí do vysílací sezony. Jako Oliver Queen se objevil v seriálu Smallville, ale později v roce 2008 se do seriálu vrátil jako jedna z hlavních rolí. V roce 2008 si také zahrál ve filmu Red Canyon, který se natáčel v Utahu.
Po Smallville získal roli v seriálu Doktorka Emily ale seriál byl zrušen po první řadě. Hostující role získal v seriálech Chuck, Castle na zabití nebo Doktorka z Dixie. Roli Patricka Osbourna získal v seriálu stanice ABC Pomsta. V únoru 2014 získal hlavní roli Tima, po boku Anny Camp, v pilotním dílu seriálu Damaged Goods, ale seriál si stanice do svého vysílání nevybrala. V březnu 2014 získal vedlejší roli v druhé řadě dramatu stanice ABC Mistresses. V listopadu převzal roli Adama Newmana v mýdlové opeře stanice CBS Mladí a neklidní, roli hrál do září 2016. V roce 2016 bylo oznámeno, že získal jednu z hlavních rolí v seriálu stanice NBC Tohle jsme my. Za roli získal se svými kolegy cenu Screen Actors Guild Award v kategorii nejlepší obsazení.

## Osobní život
V roce 2003 začal chodit s herečkou Lindsay Korman, se kterou se seznámil na natáčení seriálu Passions. V listopadu 2003 se zasnoubili a v květnu 2004 proběhl malý ceremoniál. V červenci 2004 se jim narodila dcera Isabella Justice. V květnu 2012 Lindsay zažádala o rozvod.
V roce 2014 začal chodit s herečkou Chrishell Stause a v červenci roku 2016 se zasnoubili. Dvojice se vzala 28. října 2017. V listopadu 2019 zažádal o rozvod.
V březnu roku 2021 se oženil s herečkou Sofiou Pernas.

## Filmografie

### Film
| Rok  | Název                    | Role                              | Poznámky               |
| ---- | ------------------------ | --------------------------------- | ---------------------- |
| 2005 | Race You to the Bottom   | Joe                               |                        |
| 2008 | Red Canyon               | Tom                               |                        |
| 2009 | Jarní prázdniny          | Todd                              |                        |
| 2009 | A Way with Murder        | Ted Rawlings                      |                        |
| 2010 | Scorpio Men on Prozac    | Bill King                         |                        |
| 2015 | The Challanger           | James                             |                        |
| 2017 | Matky na tahu o Vánocích | Ty Swidle                         |                        |
| 2018 | Another Time             | Eric Laziter                      | také výkonný producent |
| 2019 | Dívenka                  | Pan Marshall                      |                        |
| 2019 | Sexy Jexi                | Brody                             |                        |
| 2020 | Lov                      | Trucker Shane                     |                        |
| 2021 | The Exchange             | Gary Ritgbauer                    |                        |
| 2021 | Injustice                | Kal-El/Clark Kent/Superman (hlas) |                        |
| 2022 | Maturitní ročník         | Blaine                            |                        |

### Televize
| Rok       | Název               | Role                          | Poznámky |
| --------- | ------------------- | ----------------------------- | --- |
| 2002–2006 | Passions            | Nicholas Foxworth „Fox“ Crane | hlavní role |
| 2006–2011 | Smallville          | Green Arrow/Oliver Queen      | vedlejší role (6.–7. řada), hlavní role (8.–10. řada), 72 dílů také režisér (díl: „Dominion“) a scenárista (díl: „Sacrifice“) |
| 2006      | Aquaman             | Arthur "A.C." Curry           | neprodaný televizní pilot |
| 2007      | Kriminálka New York | Elliott Bevins                | díl: „Skleněné srdce“ |
| 2007      | Odložené případy    | Mike Delaney (1982)           | díl: „Spravedlnost“ |
| 2009      | Děsivá předpověď    | Dan Lane                      | televizní film |
| 2011      | Chuck               | Wesley Sneijder               | díl: „Chuck a vousatý bandita“                                                                                                |
| 2012      | Castle na zabití    | Reggie Starr                  | díl: „Pes, přítel človkěa“ |
| 2012      | Doktorka z Dixie    | Jesse Kinsella                | díl: „Loučení se svobodou“ |
| 2012–2013 | Doktorka Emily      | Will Collins                  | hlavní role, 13 dílů |
| 2013      | Melissa a Joey      | Noah Butler                   | díl: „Rychlá doba“ |
| 2013–2014 | Pomsta              | Patrick Osbourne              | vedlejší role (3. řada), 13 dílů                                                                                              |
| 2014–2016 | Mistresses          | Scott Thompson                | vedlejší role (2.–4. řada), 16 dílů                                                                                           |
| 2014–2016 | Mladí a neklidní    | Adam Newman                   | hlavní role, 100 dílů |
| 2016–2022 | Tohle jsme my       | Kevin                         | hlavní role |
| 2019      | Jane the Virgin     | Sám sebe                      | díl: „Chapter Eighty-Nine“ |
| 2020      | Robot Chicken       | Řidič sněžného kamionu (hlas) | díl: „Sundancer Craig in: 30% of the Way to Crying“                                                                           |
| 2022      | Griffinovi          | Jamie, Jamieho dvojče (hlas)  | díl: „Girlfriend, Eh?“ |

### Internet
| Rok  | Název           | Role       | Poznámky |
| ---- | --------------- | ---------- | -------- |
| 2008 | Gemini Division | Nick Korda | 12 dílů  |

## Ocenění
| Rok  | Ocenění                           | Kategorie                                                    | Práce            | Výsledek  |
| ---- | --------------------------------- | ------------------------------------------------------------ | ---------------- | --------- |
| 2005 | Soap Opera Digest Awards          | Nejlepší mladý herec v hlavní roli                           | Passions         | nominace  |
| 2005 | Soap Opera Digest Awards          | Nejoblíbenější triangl                                       | Passions         | nominace  |
| 2009 | Streamy Awards                    | Nejlepší herec v hlavní roli – dramatický internetový seriál | Gemini Division  | nominace  |
| 2016 | Daytime Emmy Award                | Nejlepší herec v hlavní roli – dramatický seriál             | Mladí a neklidní | nominace  |
| 2018 | Screen Actors Guild Awards        | Nejlepší obsazení v dramatickém seriálu                      | Tohle jsme my    | vítězství |
| 2019 | Critics' Choice Television Awards | Nejlepší seriálový herec ve vedlejší roli (drama)            | Tohle jsme my    | nominace  |
| 2019 | Screen Actors Guild Awards        | Nejlepší obsazení v dramatickém seriálu                      | Tohle jsme my    | vítězství |